# 马丁·劳里
托马斯·马丁·洛瑞 CBE，FRS（英語：Thomas Martin Lowry，/ˈlaʊri/；1874年10月26日—1936年2月2日），英国物理化学家，法拉第学会创始人与主席（1928年-1930年间），与约翰内斯·尼古劳斯·布仑斯惕同时独立提出了酸碱质子理论。